# نامه‌های ماندگار
نامه‌های ماندگار مجموعه‌ای است از نامه‌های محمّد بهمن‌بیگی که سالِ ۱۳۹۷ به کوششِ علی شجاعی کتاب شده. شجاعی از ۱۳۹۲ مشغولِ این کار بود و می‌خواست مجموعه‌ای از همهٔ نامه‌های بهمن‌بیگی گردآورد.